# Honda Torneo
Honda Torneo (яп. ホンダ・トルネオ) — японский седан среднего класса. Впервые был представлен в 1997 году, является "сестринским" вариантом 6-го поколения JDM седана Honda Accord, от которого отличается оптикой и "оперением". Название автомобиля, «Torneo», переводится с испанского как «турнир». Самыми мощными комплектациями автомобиля были — SiR (на АКПП) и SiR-T (на МКПП), на которые устанавливался 2-литровый рядный 4-цилиндровый двигатель серии DOHC VTEC, который развивал мощность до 200 л.с. (в версии SiR с автоматом — 180 л.с.), после рестайлинга появилась и «заряженная версия» Euro-R с двигателем 2.2 литра, 220 л.с. Торнео выпускалась для внутреннего рынка Японии, в отличие от Honda Accord реализовывалась через другую дилерскую сеть. 